# 松本市立松島中学校
松本市立松島中学校（まつもとしりつ まつしまちゅうがっこう）は、長野県松本市島内にある公立の中学校。

## 沿革
- 1958年（昭和33年）4月1日 - 松本市島内及び島立の一部（荒井・堀米・小柴）を通学区として開校した[1]。

## 生徒数・職員数
- 2015年3月 生徒＝402人、職員＝37人[1]

### 学級数
- 2014年度＝1学年4クラス、2学年5クラス、3学年4クラス、特別支援学級など2クラス[1]

## 主な行事
- 4月　修学旅行（3年生）
- 5月　校歌コンクール
- 7月　上高地キャンプ（1年生）、燕岳登山（2年生）
- 9月　つくも祭（文化祭）
- 10月　職場体験学習
- 11月　生徒会役員選挙
- 11月　生徒会新旧引継会
- 3月　3年生を送る会[1]

## 部活動
| - 男女バスケットボール - 男女バレーボール - 男女ソフトテニス - 陸上 - 剣道 | - 野球 - 美術 - 吹奏楽 - 合唱 |